# Franz Xaver Reinhold

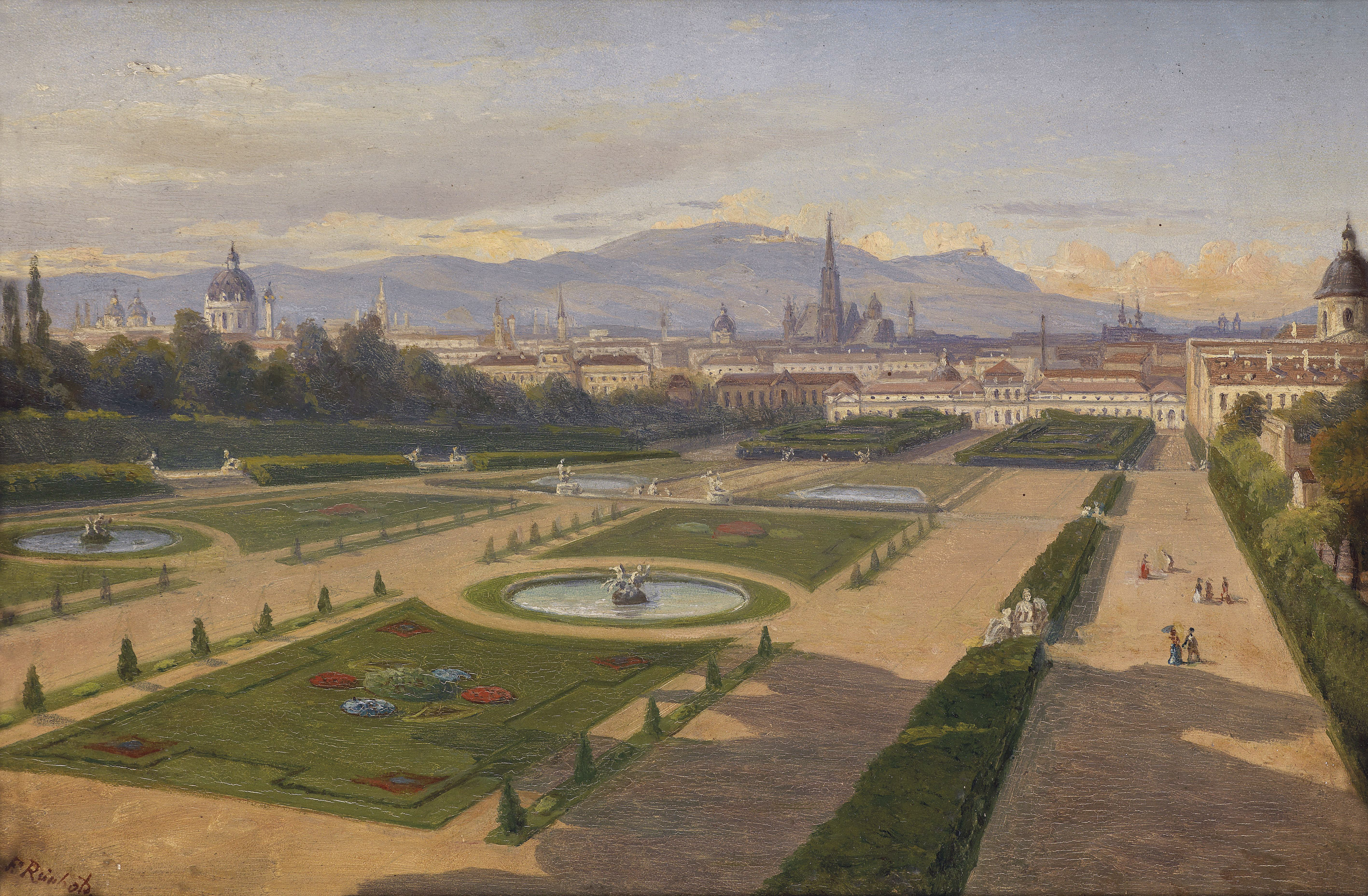
Garten von Schloss Belvedere, Canaletto-Blick

Franz Xaver Reinhold (* 19. Dezember 1816 in Wien; † 19. Mai 1893 ebenda) war ein in Wien tätiger Veduten- und Landschaftsmaler, Sohn des Malers, Radierers und Lithographen Friedrich Philipp Reinhold (1779–1840) und Bruder des Malers und Lithographen Karl Reinhold (1820–1887).
Reinhold studierte von 1830 bis 1840 Malerei an der Akademie der bildenden Künste Wien bei Thomas Ender (1793–1875), Joseph Mössmer (1780–1845) und Franz Steinfeld (1787–1868).
Reinhold reiste ab 1834 durch Alpenländer, teilweise in Begleitung von Friedrich Gauermann, 1844 besuchte er Italien. Er malte hauptsächlich Wald- und Gebirgslandschaften sowie Volks- und Jagdszenen. Viele seiner Werke kamen in die Sammlungen böhmischer Adelsgeschlechter Waldstein und Lobkowitz.